# Odd Taxi: In the Woods
Odd Taxi: In the Woods  (劇場版 幼女戦記 Eiga Oddo Takushī In za Uzzu?) es una película de anime japonesa de 2022 perteneciente al género de Misterio, basada en la serie de anime Odd Taxi de Kazuya Konomoto. La animación de la película se realizaría a través de OLM y PICS, y Asmik Ace adquiriría los derechos de distribución nacional de la película. Kazuya Konomoto produjo el guion original de la película y se desempeñó como escritor, mientras que Baku Kinoshita sería el director de la película.

## Argumento
La trama de la película se describió como una "reconstrucción" de los eventos de la serie 2021, según un comunicado de prensa de Famitsu, con una descripción de los eventos que tienen lugar después del final de la serie. La trama de la serie original se centra en Odokawa, un taxista morsa de mediana edad, cuyas interacciones con sus clientes lo enredan en la reciente desaparición de una niña.

## Estreno
La producción de la película se anunció el 25 de diciembre de 2021 a través de la cuenta oficial de Twitter de la serie. La fecha corresponde a la fecha del final de la serie dentro de la propia serie. En el lanzamiento inicial, el material promocional mostraba al protagonista de la serie, Odokawa, en una sala de interrogatorios, lo que provocó especulaciones sobre la trama de la película. El avance de la película presentaba una combinación de imágenes anteriores de la serie y imágenes nuevas. La película se estrenó el 1 de abril de 2022 en Japón, con una fecha de estreno internacional desconocida. Además, se reveló que el elenco de la serie 2021 repetiría sus papeles para la película. El director Baku Kinoshita y el escritor Kazuya Konomoto también encabezarían la producción de la película. Crunchyroll posteriormente anunció que recibió los derechos de distribución en América del Norte, mientras que Asmik Ace recibió los derechos de distribución en Japón.